# Alexandra Zaretsky
Alexandra Zaretsky, née le 23 décembre 1987 à Minsk, alors en Biélorussie soviétique, est une patineuse artistique de danse sur glace israélienne. Avec son frère Roman, elle participe deux fois aux Jeux olympiques, finissant dixième en 2010 (où elle est aussi porte-drapeau). Leurs meilleures performances au niveau mondial sont une troisième place au Skate America en 2009 et une sixième place au Championnat du monde 2010.

## Biographie

### Carrière sportive
Alexandra Zaretsky commence la patinage à l'âge de six ans alors qu'elle pratiquait la gymnastique artistique. Un an plus tard, elle commence la danse sur glace et est associée avec son frère Roman. Ils ont évolué ensuite aux États-Unis où ils sont entraînés par Irina Romanova and Igor Yaroshenko. En 2005, ils optent pour un nouvel entraîneur Ievgueni Platov (double champion olympique de danse sur glace) et se classe quatrième des Championnats du monde junior.
Pour leur première saison chez les seniors, ils prennent part aux Jeux olympiques à Turin avec comme résultat final une 22e place. Après la retraite de leurs compatriotes Galit Chait / Sergei Sakhnovski à l'issue de cette saison, ils sont désormais le couple de danse majeur sur glace d'Israël. Ils améliorent leurs résultats dans chaque compétition, terminant quatrième de la Coupe de Chine, onzième des Championnats d'Europe et quatorzième des Championnats du monde. En 2007-2008, après une nouvelle quatrième place à la Coupe de Chine, ils entrent dans le top 10 aux Championnats d'Europe (8e) et aux Mondiaux (9e). L'année suivante, malgré de moins bons résultats aux Championnats d'Europe et aux Mondiaux, ils s'imposent sur leur première compétition internationale : l'Universiade.
En 2009-2010, ils débutent par une cinquième à la Coupe de Chine avant de monter sur leur premier podium en Grand Prix ISU, remportant la médaille de bronze au Skate America. La septième place aux Championnats d'Europe leur assurent la qualification olympique. Lors des Jeux de Vancouver, ils dansent leur programme sur le thème de La Liste de Schindler afin de rendre hommage aux 27 membres de leur famille morts lors de l'holocauste. Leur des Championnats du monde un mois plus tard, ils établissent leur meilleur score général et se classe sixièmes.
En juin 2010, ils annoncent leur retraite sportive car ils n'estiment pas suffisant le soutien de la Fédération. Ils envisagent une nouvelle carrière d'entraîneur.

## Palmarès
| Compétition                   | 2002    | 2003    | 2004    | 2005    | 2006    | 2007    | 2008    | 2009    | 2010    |  |  |  |  |  |
| Jeux olympiques d'hiver       |         |         |         |         | 22e     |         |         |         | 10e     |  |  |  |  |  |
| Championnats du monde         |         |         |         |         | 20e     | 14e     | 13e     | 9e      | 6e      |  |  |  |  |  |
| Championnats d’Europe         |         |         |         |         | 15e     | 11e     | 8e      | 11e     | 7e      |  |  |  |  |  |
| Championnats d'Israël         |         |         |         |         | 2e      | 1re     | 1re     | 1re     | F       |  |  |  |  |  |
| Championnats du monde juniors | 19e     | 8e      | 9e      | 4e      |         |         |         |         |         |  |  |  |  |  |
|                               |         |         |         |         |         |         |         |         |         |  |  |  |  |  |
| Grand Prix ISU                | 2001/02 | 2002/03 | 2003/04 | 2004/05 | 2005/06 | 2006/07 | 2007/08 | 2008/09 | 2009/10 |  |  |  |  |  |
| Skate America                 |         |         |         |         |         | 8e      | 7e      |         | 3e      |  |  |  |  |  |
| Coupe de Chine                |         |         |         |         | 9e      | 4e      | 4e      | 7e      | 5e      |  |  |  |  |  |
| Coupe de Russie               |         |         |         |         |         |         |         | 5e      |         |  |  |  |  |  |
| Trophée NHK                   |         |         |         |         | 9e      |         |         |         |         |  |  |  |  |  |
| Légende : F = Forfait         |         |         |         |         |         |         |         |         |         |  |  |  |  |  |